# St. Laurentius (Saarburg)
| St. Laurentius-Pfarrkirche Saarburg   | St. Laurentius-Pfarrkirche Saarburg          |
| ------------------------------------- | -------------------------------------------- |
| Gesamtansicht der Kirche im Stadtbild |                                              |
| Adresse                               | 08294 Saarburg Kunohof 21–27, 54439 Saarburg |
| Konfession                            | römisch-katholisch                           |
| Gemeinde                              | Kirchgemeinde Saarburg                       |
| Aktuelle Nutzung                      | Gemeindekirche; Kulturort                    |
| Gebäude                               |                                              |
| Baubeginn                             | 1854                                         |
| Erneuerungen und Umbauten             | 1946–1949                                    |
| Stil                                  | Neugotik                                     |

Die Kirche St. Laurentius ist eine dem heiligen Laurentius gewidmete römisch-katholische Pfarrkirche im rheinland-pfälzischen Saarburg im Landkreis Trier-Saarburg.
Sie ersetzte die im 13. Jahrhundert hier errichtete Heiligkreuz-Kapelle. Das Kirchengebäude ist ein Kulturdenkmal und bildet, zusammen mit der Burg Saarburg, einen der Hauptakzente der Stadtsilhouette.

## Geschichte

### Vorläufergebäude
An gleicher Stelle befand sich seit dem 13. Jahrhundert (1368 erstmals urkundlich erwähnt) die Kapelle zum Heiligen Kreuz, die zur Mutterkirche St. Lambertus bei Saarburg gehörte. Dieser Kapelle erteilte der Erzbischof Kuno II. von Falkenstein im Jahr 1370 das Taufrecht, womit sie in den Rang einer Pfarrkirche erhoben wurde. Einen eigenen Pfarrer für das Gotteshaus beschäftigte die Kirchgemeinde erst ab 1426, als die Saarburger Bürgerschaft die Frühmesse stiftete.
Zu dem ursprünglich vorhandenen Kirchturm wurde im Jahr 1563 auf der Südseite ein zweiter Turm angefügt. Um dem Zustrom der Gläubigen gewachsen zu bleiben, entstanden schrittweise weitere An- und Umbauten, so dass Mitte des 17. Jahrhunderts drei Kirchenschiffe und zwei Flügelbauten in den Annalen Erwähnung fanden. Diese stetige Vergrößerung führte dazu, dass das Gotteshaus im Jahr 1658 vom Trierer Weihbischof Johannes Petrus Verhorst als Kirche neu geweiht wurde. Sie erhielt das Patrozinium des Heiligen Laurentius.
Die folgenden zweihundert Jahre führten zu so starken Bauwerksschäden, dass eine Reparatur nicht mehr möglich war. Die Gemeinde beschloss den Abriss und einen Neubau am gleichen Ort.

### Kirchenneubau

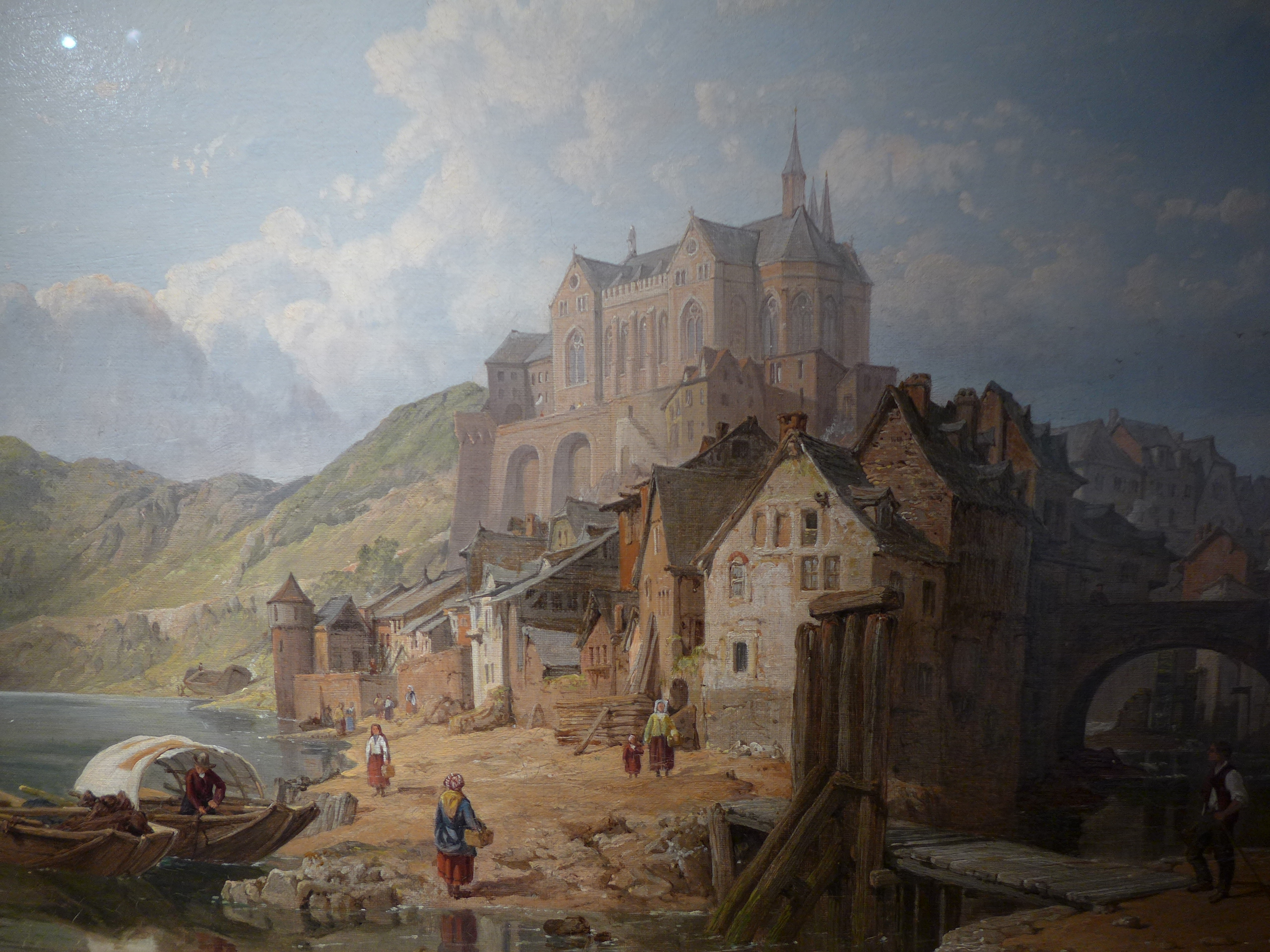
Saarburg, St. Laurentius, um 1860, Gemälde von George Clarkson Stanfield (1828–1878), Öl auf Leinwand, Saarland-Museum, Alte Sammlung

Die St. Laurentiuskirche wurde in den Jahren 1854 bis 1856 nach Plänen des Architekten Christoph Wilhelm Schmidt aus Trier im neugotischen Stil errichtet. Das neue Gotteshaus erhielt nunmehr eine Nord-Süd-Ausrichtung, also senkrecht zur Vorgängerkirche. Der zweihelmige Doppelturm blieb stehen und wurde in den Neubau integriert. Im Juni 1855 nahm der Trierer Erzbischof Wilhelm Arnoldi die Kirchweihe vor.
Bei einem Bombenabwurf im Zweiten Weltkrieg am 23. Dezember 1944 auf die nahe gelegene Saarbrücke wurde das Kirchengebäude zu rund 50 Prozent zerstört. Stehen geblieben waren das östliche Seitenschiff, der Chor, die Turmgruppe sowie Teile der Umfassungsmauer.
Der Wiederaufbau erfolgte zwischen 1946 und 1949 in vereinfachter Form nach Plänen des Trierer Architekten Otto Vogel.
Im Jahr 1962 erhielt das Kirchengebäude eine zusätzliche (vierte) Glocke. Ebenfalls in den 1960er Jahren stattete der Künstler Eugen Keller aus Höhr-Grenzhausen das Kircheninnere mit modernen Elementen teilweise neu aus.

## Architektur

### Kirchengebäude
Das neugotische Kirchengebäude, das auf Stilformen des 13. Jahrhunderts zurückgreift, ist ein monumentaler Schieferbruchsteinbau. Auf der Flussseite bildet der von Stützmauern eingefasste Unterbau der Kirche, der von Strebepfeilern und einer Bogenkonstruktion getragen wird, eine mächtige Substruktion, die zusätzlich die städtebauliche Dominanz der Anlage unterstreicht. Die geschlossene massige Gestalt mit einem Schieferdach mit Dachgauben erhielt das Kirchengebäude anlässlich des Wiederaufbaus im Jahr 1947. Davor besaß der Kirchenbau zusammen mit der Turmgruppe der Vorgängerkirche eine historistisch differenziertere Form durch zwei übergiebelte Querarme und abgewalmte Zwerchhäuser an den Seitenschiffen.
Das Gotteshaus ist als dreischiffige Hallenkirche mit dreiseitig schließendem Chor im Nordosten und einem Portalvorbau im Südwesten ausgeführt. Gliedernde Elemente am Außenbau sind die ursprünglich durch Risalite betonten und leicht verbreiterten Seitenschiffsjoche am nordöstlichen und südwestlichen Abschluss des Langhauses. Beim Wiederaufbau wurde der Dachreiter über dem Querhaus dem Joch der Vorhalle zugeordnet.
Im Tympanon über dem Säulen-Hauptportal ist die Kreuzigung Jesu plastisch dargestellt und am Portalmittelpfosten befindet sich eine Muttergottes-Skulptur.

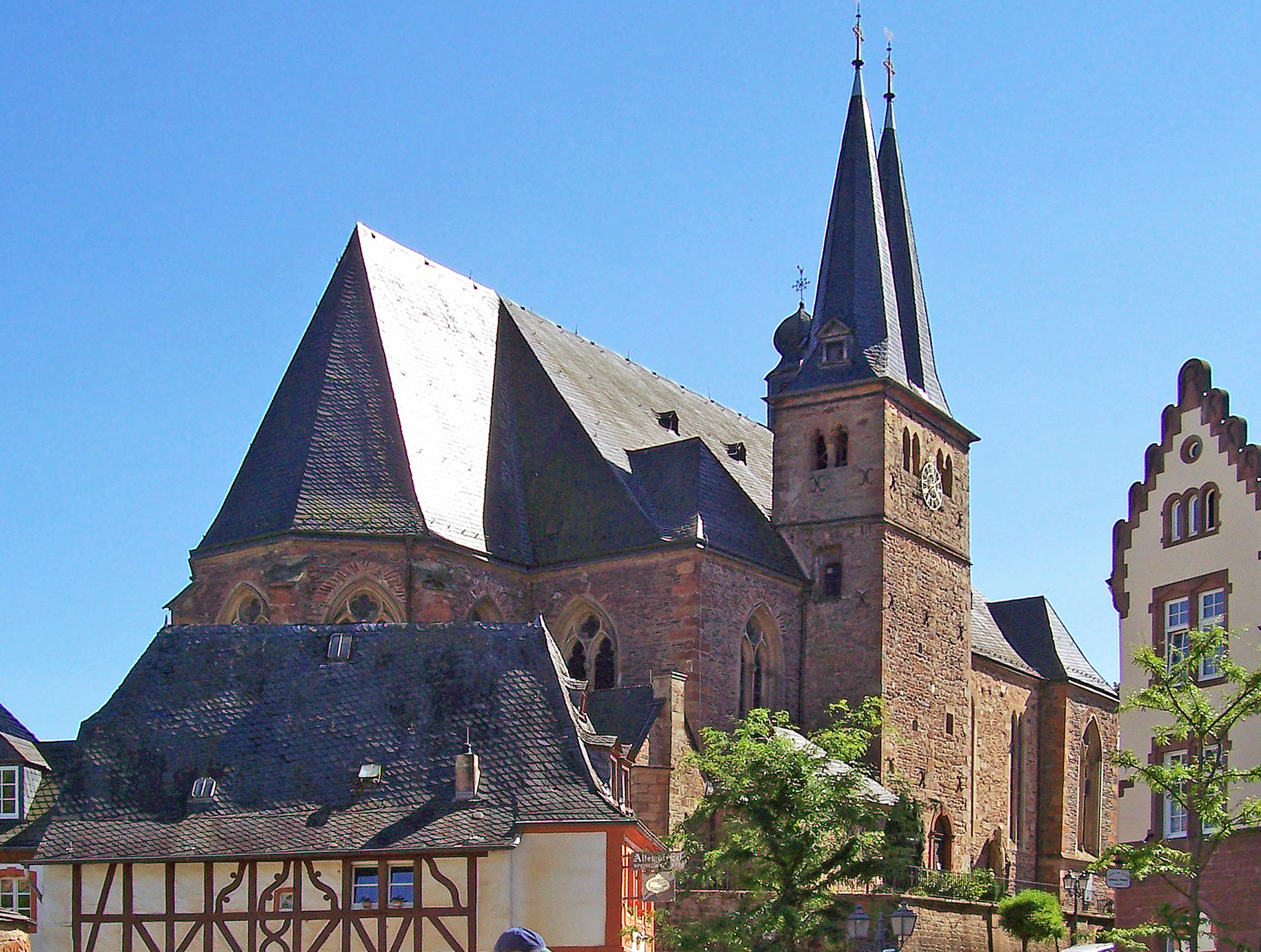
Blickrichtung Süd
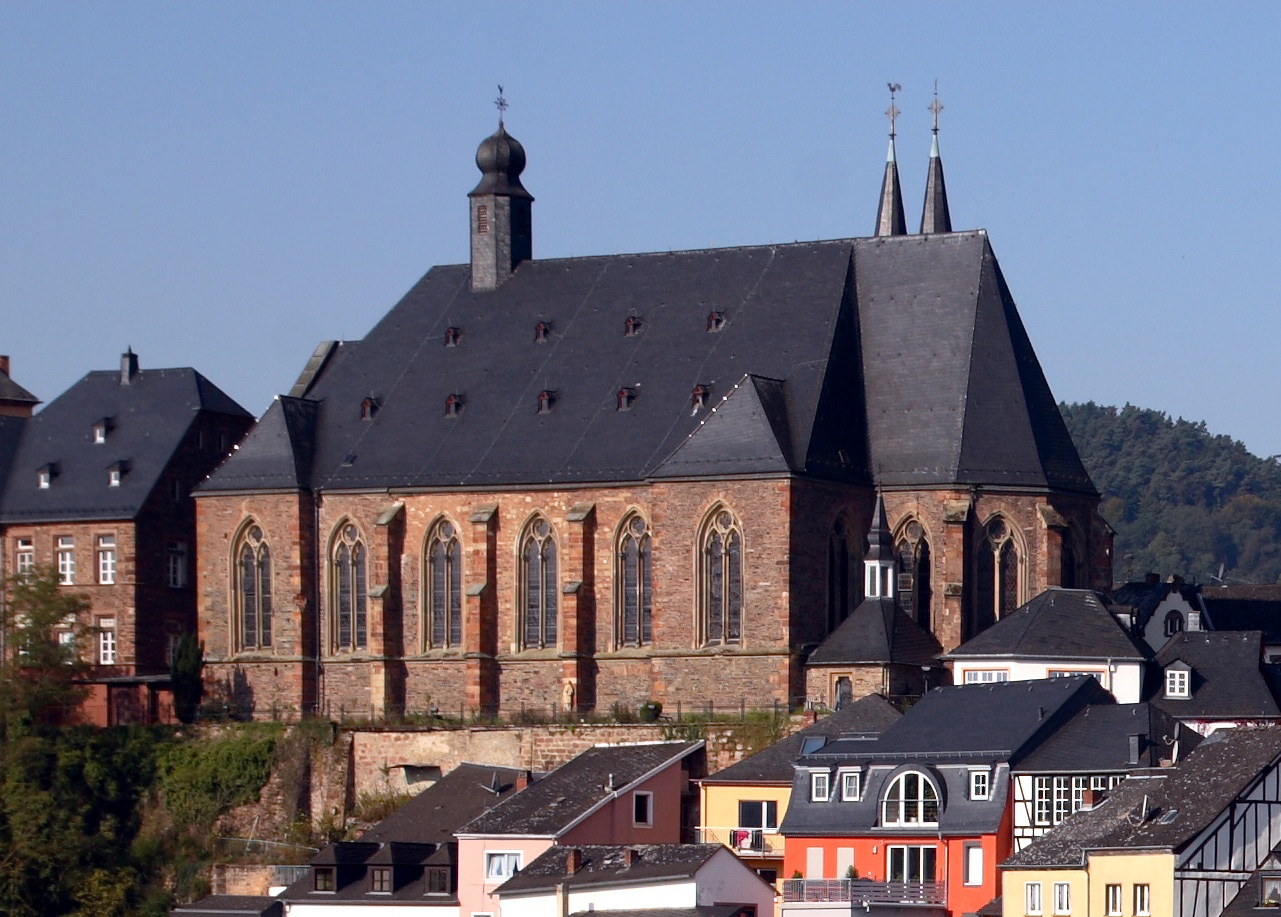
Ansicht von der Saar aus
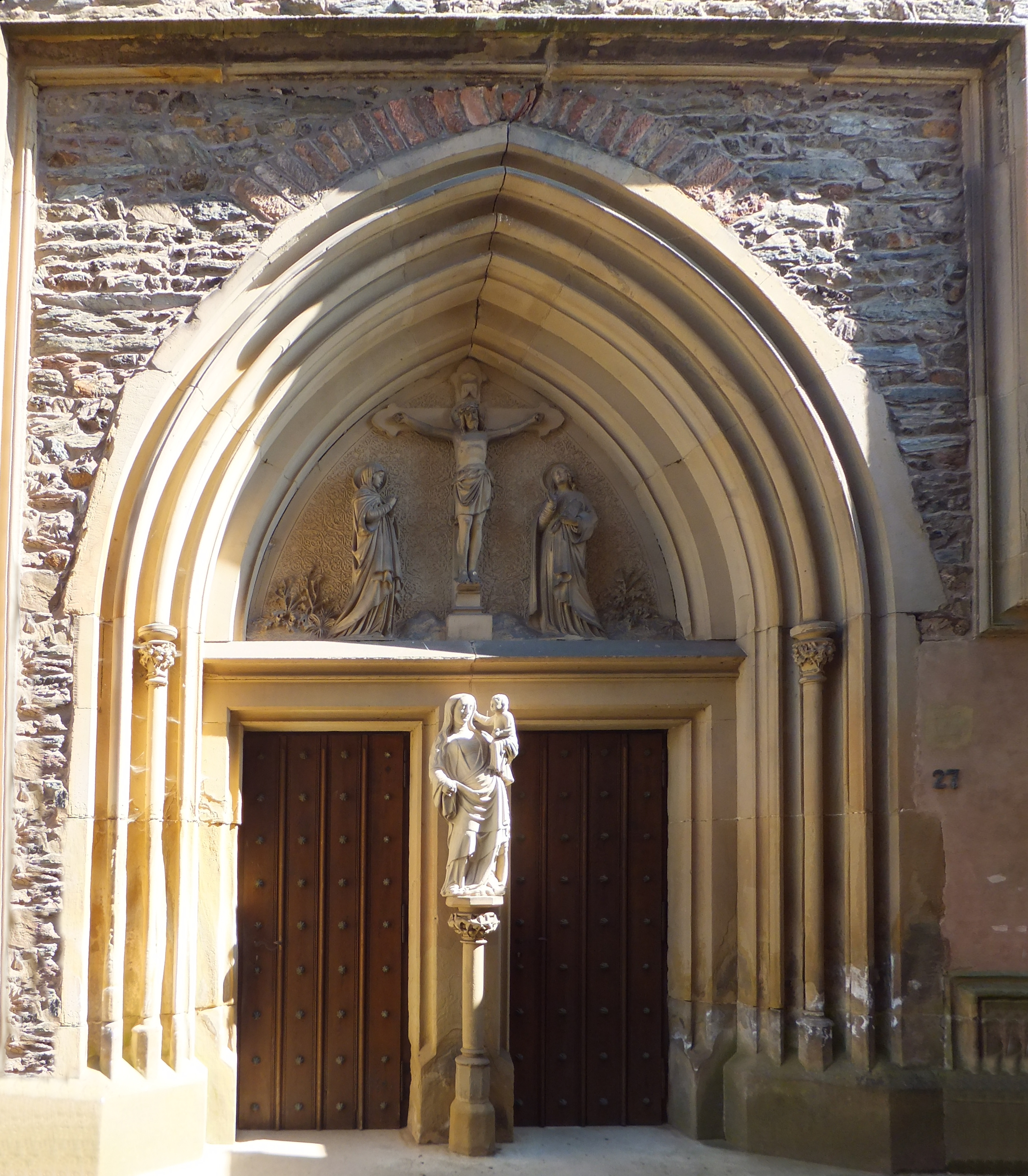
Kirchenportal

### Kirchturm

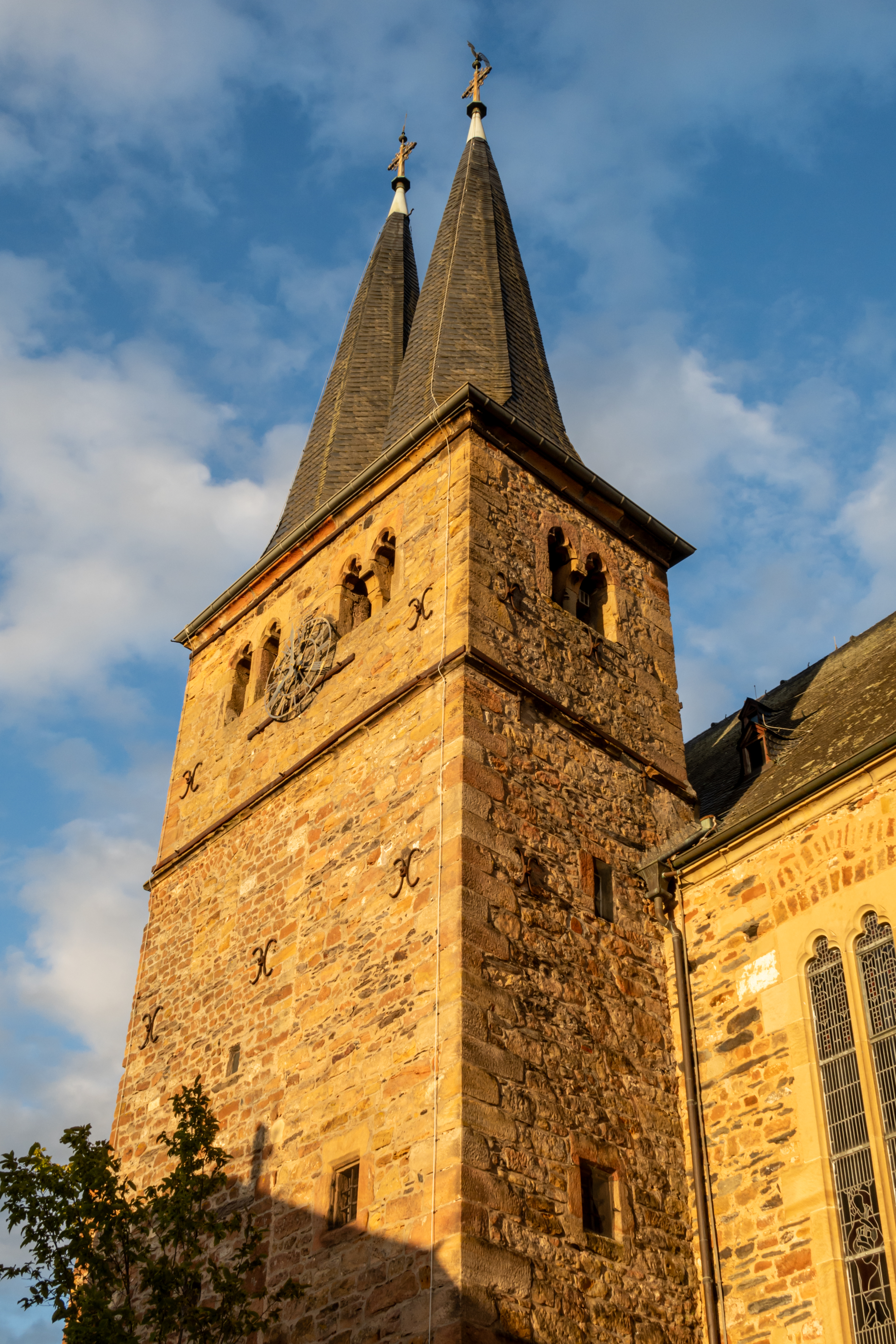
Kirchturm

Der aus Sandstein-Bruchsteinen gemauerte und an den Ecken gequaderte Turm ist das älteste Bauteil der Kirche. Er wurde im Jahr 1563 zu einem Fassadenturm verdoppelt und im Jahr 1854 durch ein viertes Geschoss in der Stilsprache der Frühgotik erhöht. Außerdem erhielt der Turm den prägnanten Zwillingspyramidenhelm. Ein aus dem Jahr 1780 stammendes Barockportal ist an der Erweiterung des Turmes eingelassen.
Abgesehen von der westlichen Außenmauer zwischen Turm und Eingangsjoch, die beim Wiederaufbau moderne, stilinterpretierende, gekuppelte Vertikalakzente erhielt, ist der ursprüngliche Bau des 19. Jahrhunderts, der eine reiche Durchbildung in den Steinmetzarbeiten aufweist, erhalten. Zu den ebenfalls noch vorhandenen neugotischen Bauteilen zählen die östliche Außenmauer zur Saar hin und die Portalfront.

## Ausstattung

### Altar, Taufe, Fenster

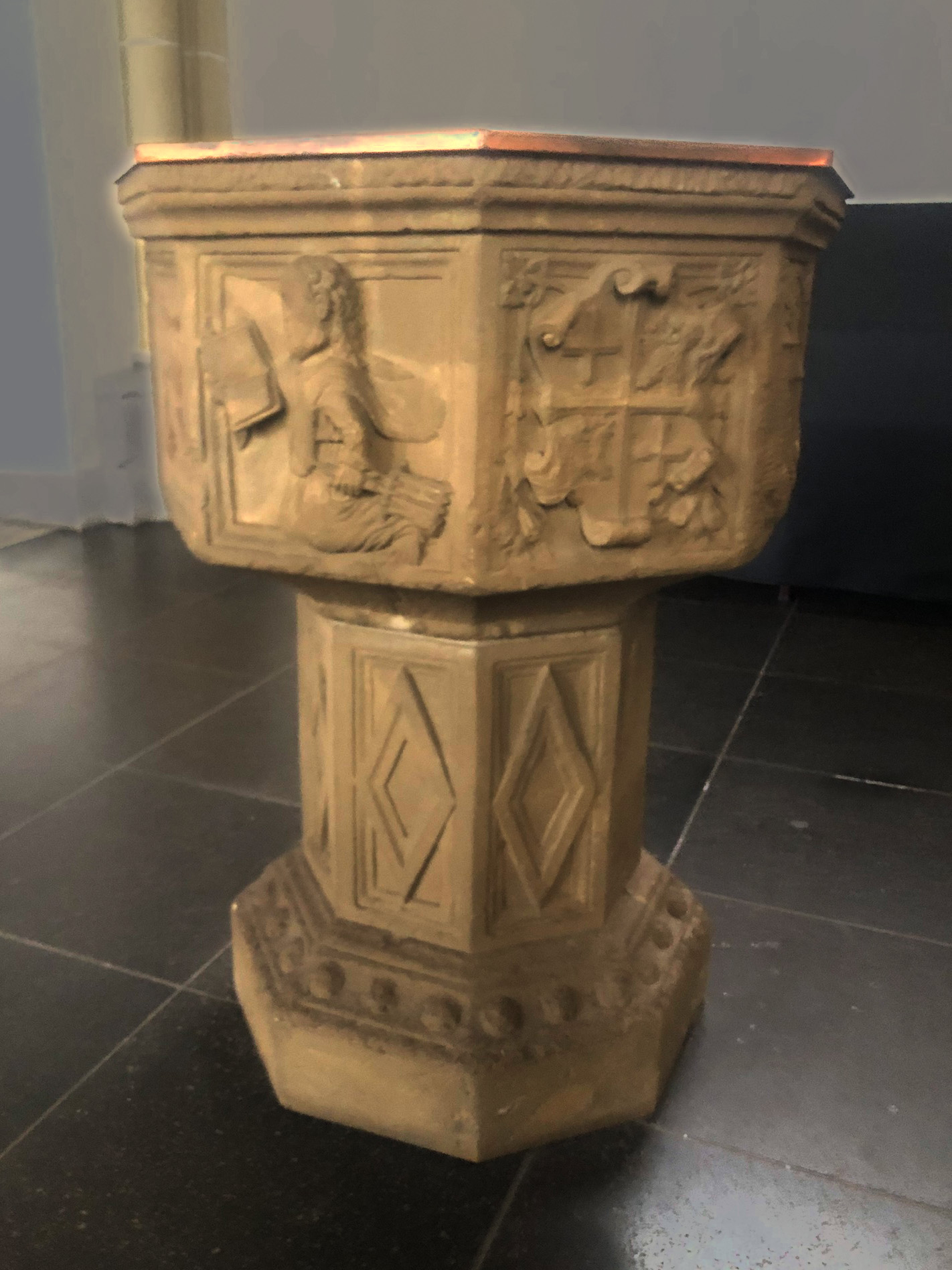
Taufstein von 1575

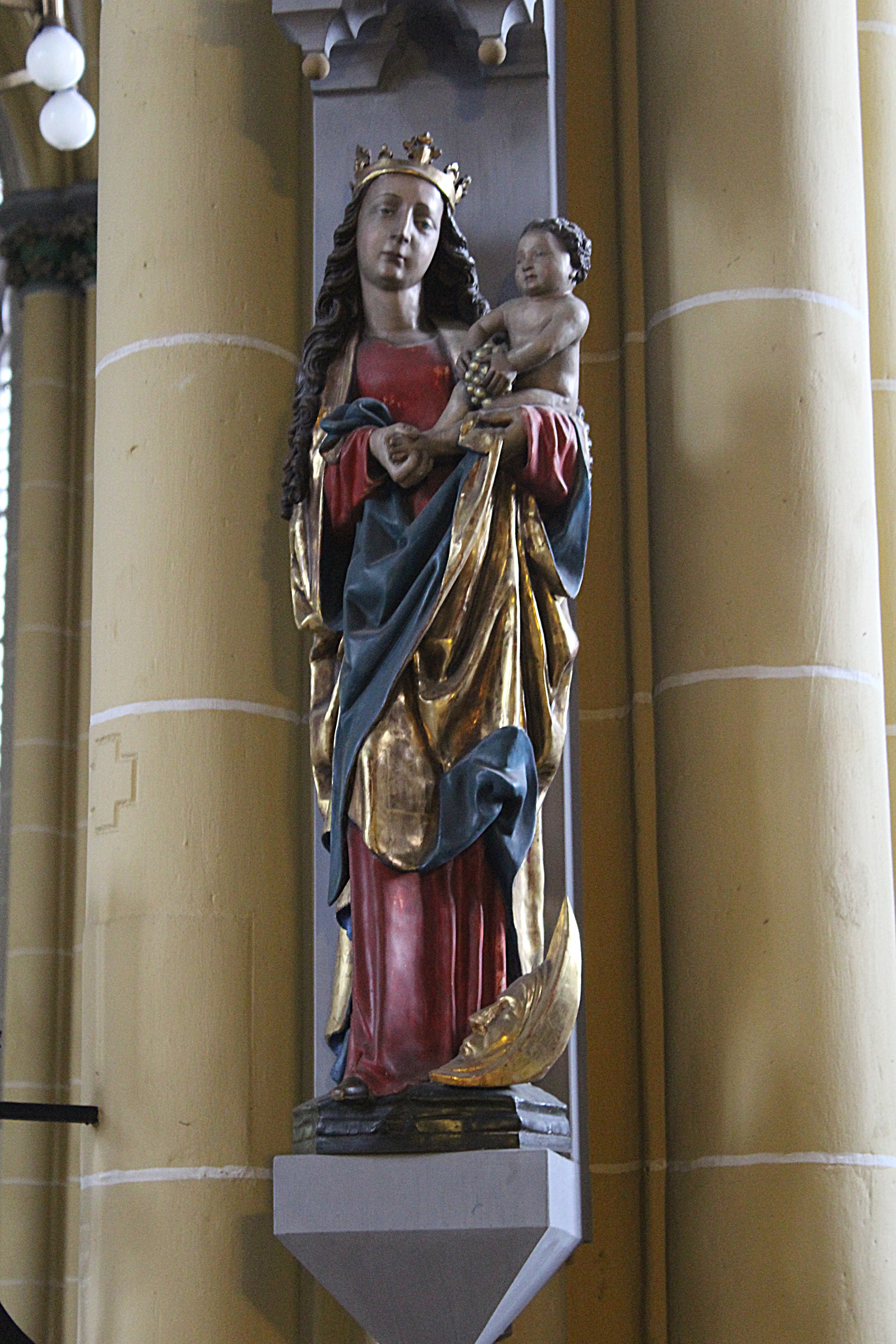
Madonna mit Kind aus dem 15. Jahrhundert

Von der Ausstattung der Vorgängerkirche sind wertvolle Teile erhalten. Darunter befinden sich der aus dem Jahr 1575 stammende und 1983 restaurierte achteckige Renaissance-Taufstein sowie zwei von ehemals vier Epitaphen im östlichen Kapellenraum. 

Eine 1,20 m hohe gotische Madonnenfigur stammt aus dem 15. Jahrhundert. Siehe auch: Madonna mit Kind (Saarburg)

Weitere Ausstattungsgegenstände sind vier Figuren im Rokokostil, die die Heiligen Anna, Andreas, Franz Xaver und Johannes von Nepomuk darstellen, und im östlichen Seitenschiff einen Nebenaltar bilden. Die Figuren flankieren ein Ölgemälde der Kreuzabnahme von Louis Counet (1652–1721) aus dem Jahr 1706.
Die vom preußischen König Friedrich Wilhelm IV. im Jahr 1855 gestifteten und in Berlin gefertigten Buntglasfenster im Chor aus der Erbauungszeit der neugotischen Kirche sind erhalten.

### Kirchenschiffe, Chor, Empore
Der Chor, das östliche Seitenschiff und das Eingangsjoch über dem Kreuzrippengewölbe auf Bündelpfeilern präsentieren sich noch im Original-Erstbauzustand. Die westliche Stützenreihe aus Rundpfeilern, die eine Fachwerkwand Saarburger Bautradition trägt und das Hauptschiff sowie das westliche Seitenschiff mit ihren flachen Balkendecken voneinander trennt, sind dagegen dem Wiederaufbau geschuldet.
Auf der Empore über der südlichen Eingangsseite ist die Orgel installiert. Die geschwungene hölzerne Balustrade ist mit Bildnissen von musizierenden Kirchenfiguren zwischen Handwerkerwappen verziert.

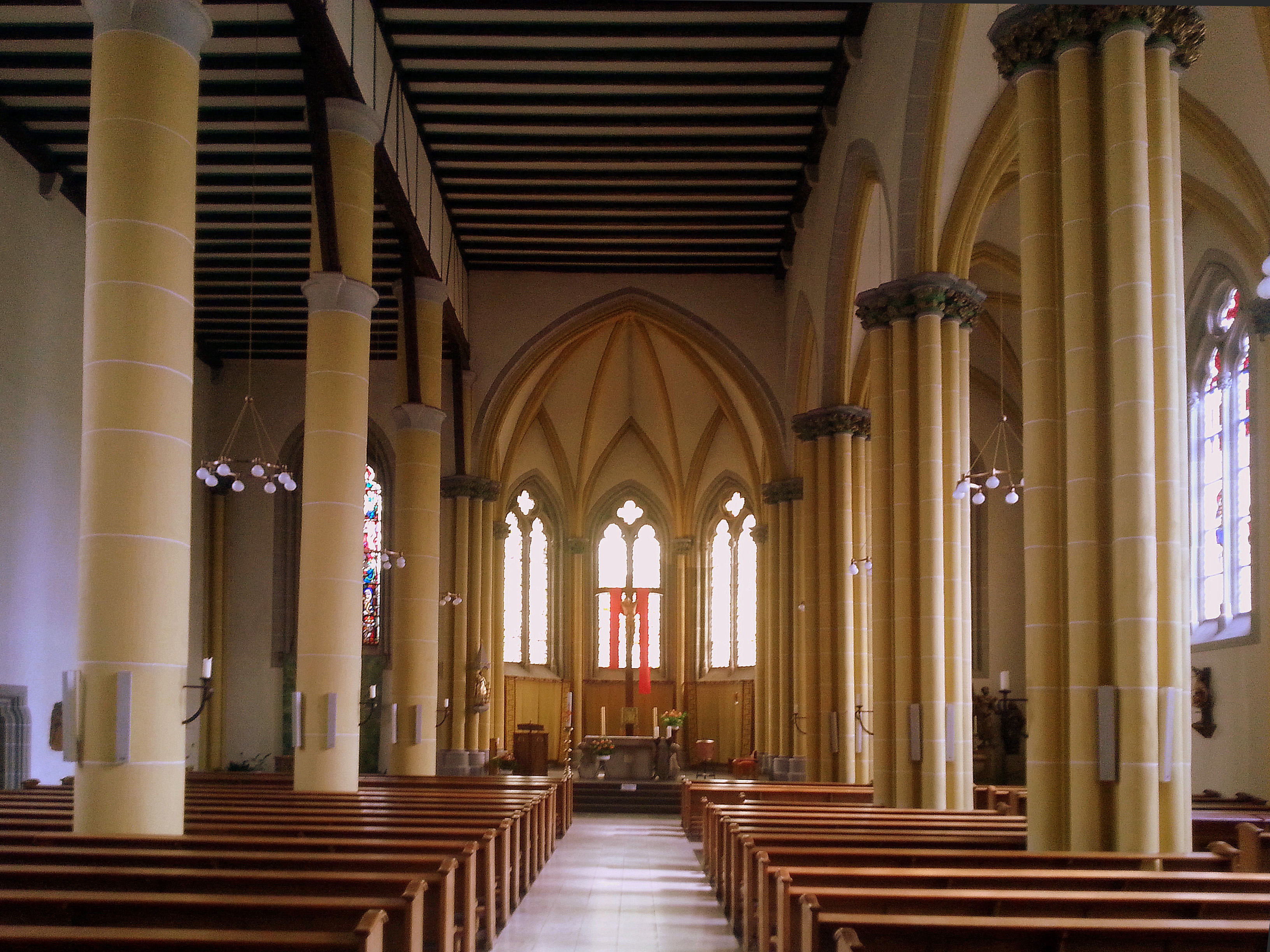
Blick nach Nordost in das Hauptschiff der Kirche
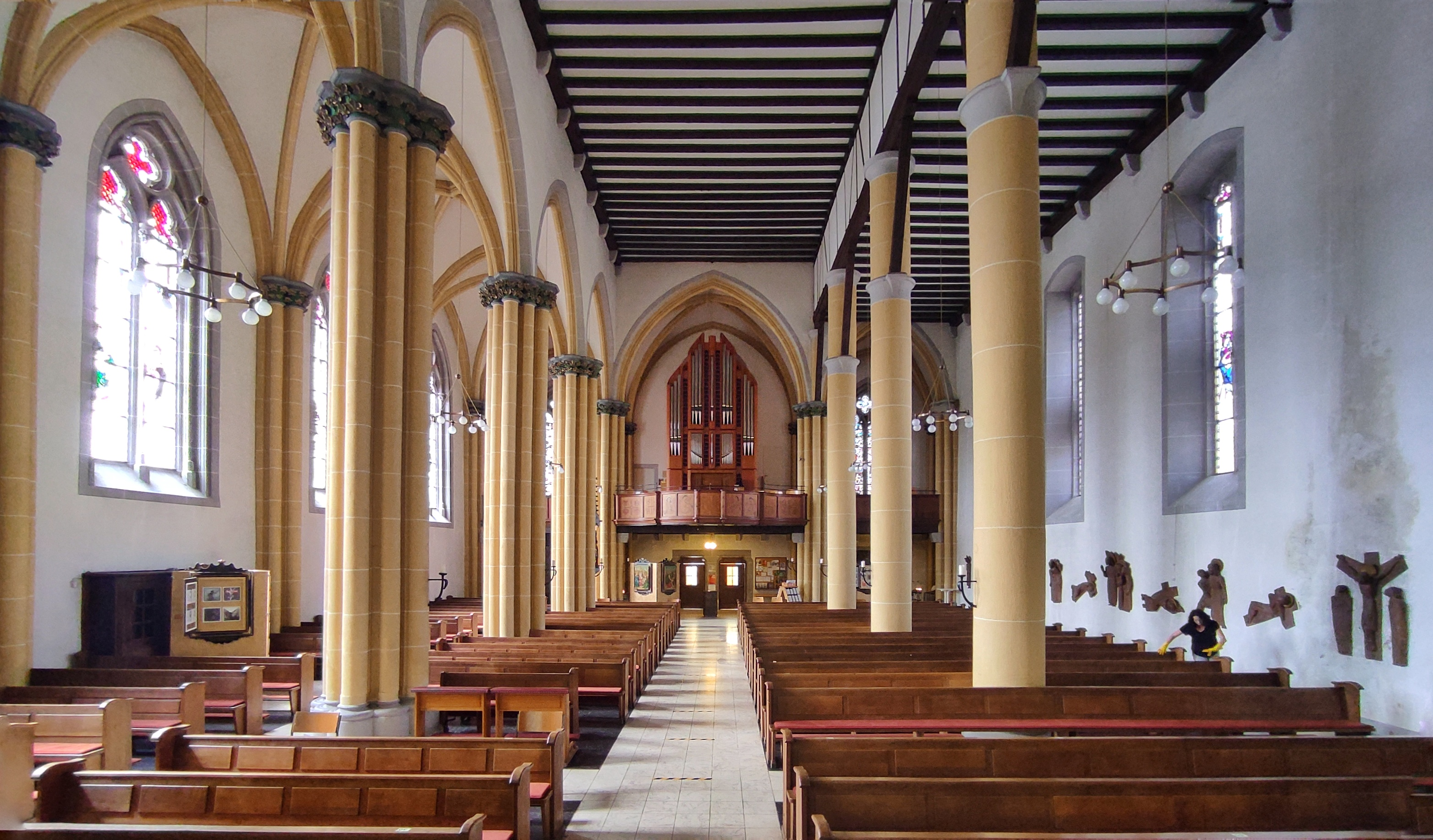
Blick nach Südwest zur Orgel
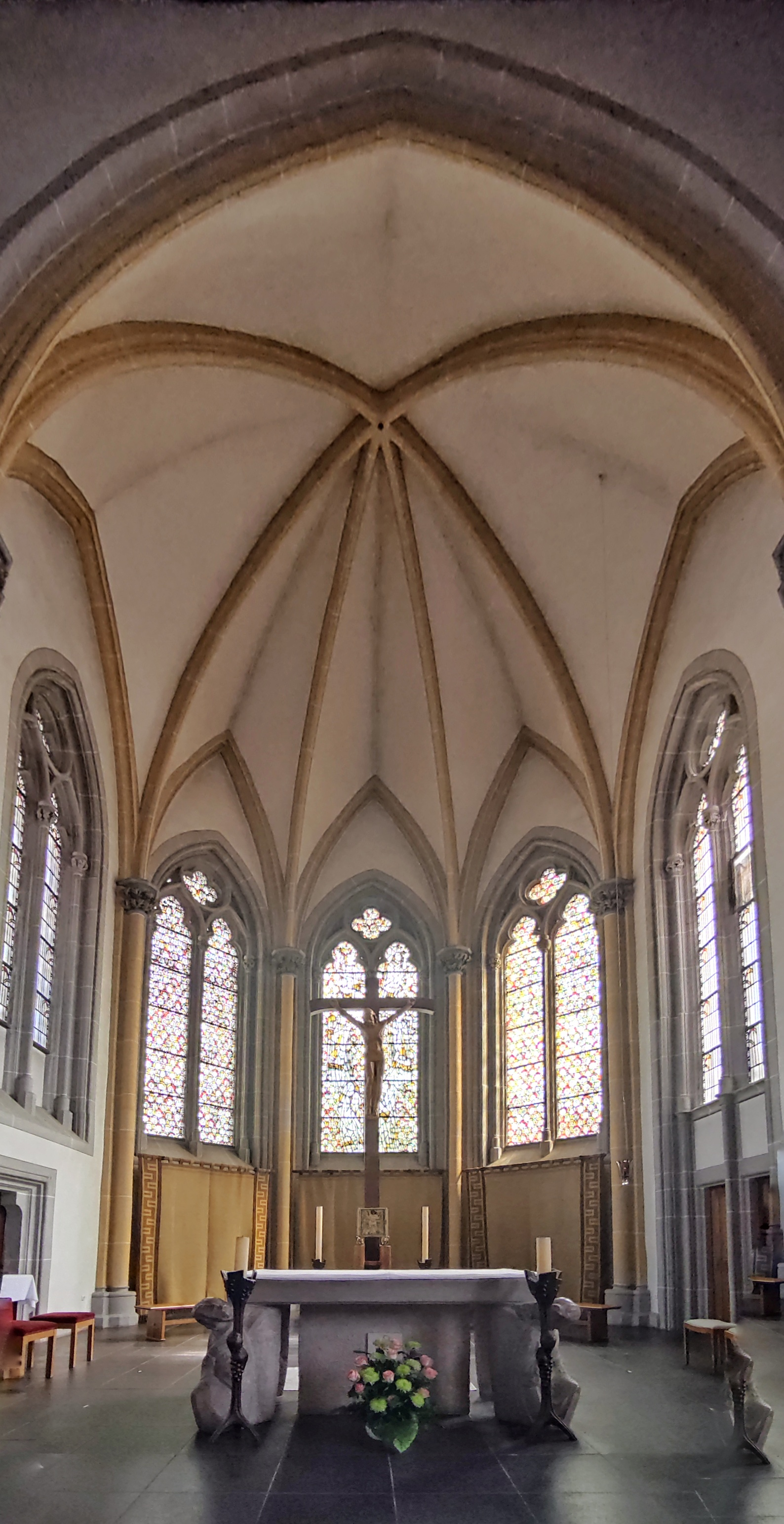
Chor

### Orgel
In der Vorgängerkirche stand eine im Jahr 1739 angeschaffte gebrauchte Orgel, die nach knapp vierzig Jahren (1777) durch ein zweimanualiges Instrument des Trierer Orgelbauers Carl Caspar Molitor ersetzt wurde. Der Saarburger Dechant Biunda hat sie 1857 zusammen mit der Eichenholzbrüstung für die Empore nach dem Totalumbau des Kirchengebäudes an die Pfarrkirche Heilige Dreifaltigkeit in Freudenburg für 300 Taler verkauft.

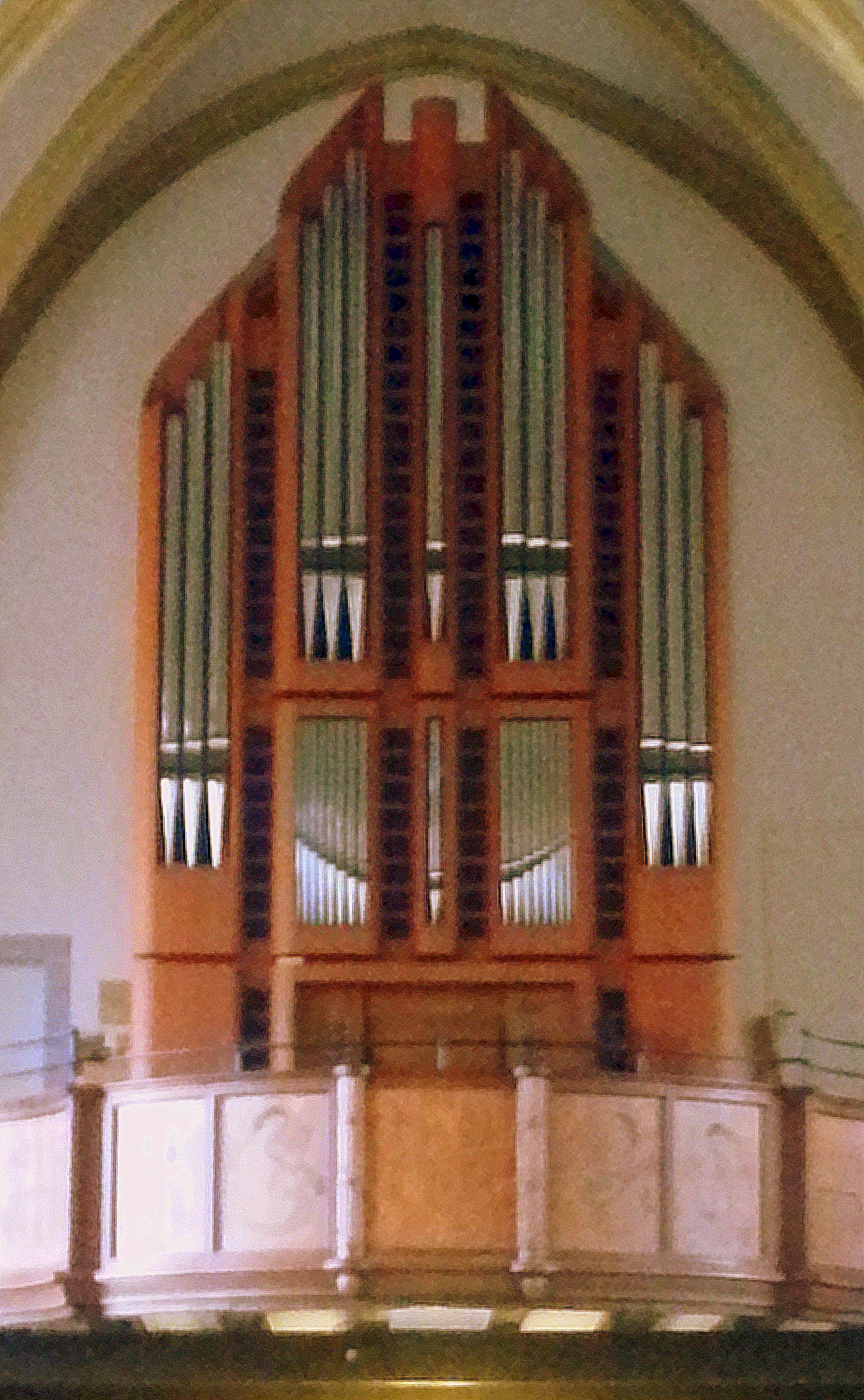
Die Orgel auf der Empore

Die Orgel für den Kirchenneubau stammte aus der Werkstatt des Linzer Ludwig Hünd, kostete 1 450 Taler und wurde 1866 eingeweiht. Im Jahr 1905 ließ die Kirchgemeinde eine neue Orgel der Firma Hock aus Saarlouis installieren. Mit großer Wahrscheinlichkeit kamen einige Teile der Hünd-Orgel zur Wiederverwendung. Die Hock-Orgel erlitt 1944 beim Bombenabwurf einen Totalschaden. Nach dem 1947 begonnenen Wiederaufbau der Kirche lieferte die Firma Oberlinger aus Windesheim im Jahr 1949 eine neue Orgel, die bis Ende 2003 ihren Dienst tat.
Das 2004 eingebaute Instrument entstand in der Orgelwerkstatt Weimbs aus Hellenthal.
Ihre Anschaffung kostete die Kirchengemeinde rund 500.000 Euro. Die hohe Form der Orgel widerspiegelt die gotische Tradition der Kirche, das blaue Tuch hinter den Pfeifen die Saar.
Die Schleifladen-Orgel verfügt über 27 Register, verteilt auf zwei Manuale und Pedal. Die Spiel- und Registertraktur ist mechanisch.
| I Hauptwerk C- |                 |       |
| 01.            | Bordun          | 16′   |
| 02.            | Prinzipal       | 8′    |
| 03.            | Hohlflaut       | 8′    |
| 04.            | Viola da Gamba  | 8′    |
| 05.            | Oktave          | 4′    |
| 06.            | Flaut           | 4′    |
| 07.            | Quinte          | 2 ⁄3′ |
| 08.            | Superoctave     | 2′    |
| 09.            | Cornet III ab f | 2 ⁄3′ |
| 10.            | Mixtur IV       | 1 ⁄3′ |
| 11.            | Trompete        | 8′    |
| 12.            | Glockenspiel    |       |
|                | Tremulant       |       |

| II Schwellwerk C- |                      |         |
| 13.               | Diapason             | 8′      |
| 14.               | Flute ouverte        | 8′      |
| 15.               | Salicional           | 8′      |
| 16.               | Vox celeste          | ab c 8′ |
| 17.               | Flute traversiere    | 4′      |
| 18.               | Nazard               | 2 ⁄3′   |
| 19.               | Flagiolet            | 2′      |
| 20.               | Tierce               | 1 3⁄5′  |
| 21.               | Fourniture IV        | 2′      |
| 22.               | Basson               | 16′     |
| 23.               | Basson / Hautbois    | 8′      |
| 24.               | Trompette harmonique | 8′      |
| 25.               | Glockenspiel         |         |
|                   | Tremulant            |         |

| Pedal C- |              |     |
| 26.      | Subbass      | 16′ |
| 27.      | Oktave       | 8′  |
| 28.      | Bombarde     | 16′ |
| 29.      | Posaune      | 8′  |
| 30.      | Glockenspiel |     |
|          | Tremulant    |     |

Das Besondere der Saarburger Orgel ist das integrierte Glockenspiel über zwei Oktaven (24 Glocken), zu großen Teilen in der Saarburger Glockengießerei Mabilon gegossen. Das Glockenspiel ist von beiden Manualen und/oder vom Pedal spielbar.

### Kanzel, Bestuhlung und Weiteres
Das älteste Ausstattungsstück ist die „Traubenmadonna“ (eine Muttergottes mit Kind auf dem Arm, das eine Weintraube in den Händen hält) aus dem 15. Jahrhundert. Historisch erhalten, aber kaum noch lesbar ist das Epitaph des Johann von Warsberg, der in der Gruft des Gotteshauses seine letzte Ruhestätte fand. Darüber hinaus sind die Epitaphe des Amtmanns Philipp von Homburg († 1779) an der Taufkapelle zu sehen.

## Geläut
Im Turm der Stadtpfarrkirche befinden sich vier Bronzenglocken. Drei von ihnen gehörten zu den vier, die Urbanus Mabilon in 1772 für die Vorgängerkirche gegossen hatte. In 1961 wurde eine der Glocken, die dritte, durch eine neue Mabilon-Glocke ersetzt. Diese Glocke war besser auf die übrigen Glocken von 1772 abgestimmt. Die ersetzte Glocke von 1772 wurde anschließend in der ehemaligen Glockengießerei von Mabilon, seit 2002 ein Museum, eingebaut.

## In der Umgebung
Auf dem Kirchenvorplatz, dem früheren Friedhof, an der Westseite des Gebäudes ist eine überlebensgroße Sandsteinfigur des Kirchenpatrons St. Laurentius aufgestellt, die ursprünglich den Giebel des Hauptportals bekrönte. (Eine weitere Figur des Heiligen Laurentius, die aus dem Jahr 1670 stammt und ein Kulturdenkmal ist, schmückt das Haus der ehemaligen Glockengießerei in der Straße Staden 118.)
Direkt am Kirchturm befindet sich eine gusseiserne Grabstele für Alexander Franz Freiherr von Warsberg mit dem Familienwappen im Scheitel, zwei weitere gusseiserne Grabkreuze der Pfarrersfamilie Willmowsky stehen an der Außenwand der Taufkapelle.
Das der Kirche folgende Pfarrhaus, ein Teil-Fachwerkbau, ist zur gleichen Zeit wie das Kirchengebäude, also 1855/1856, errichtet worden. Es ist ebenfalls ein Kulturdenkmal und gut restauriert worden.

## Aus dem Leben der Kirchengemeinde
Die St. Laurentius-Gemeinde unterhält einen Kirchenchor und betreibt eine Kindertagesstätte. Regelmäßig finden neben den Kirchengottesdiensten auch Konzerte im Gotteshaus statt.
Das Pfarrheim wird darüber hinaus für Kulturveranstaltungen genutzt.